# Stade Montois Basket
El Stade Montois Basket es un equipo de baloncesto francés con sede en la ciudad de Mont-de-Marsan, que compite en la NM2, la cuarta competición de su país. Disputa sus partidos en el Espace François Mitterrand.

## Posiciones en liga
- 2009 - (6-NM2)
- 2010 - (7-NM2)
- 2011 - (7-NM2)
- 2012 - (4-NM2)
- 2013 - (11-NM2)
- 2014 - (10-NM2)
- 2015 - (12-NM2)
- 2016 - (14-NM2)
- 2017 - (NM3)
- 2018 - (2-NM3)
- 2019 - (NM3)
- 2020 - (1-NM3)
- 2021 - (Cancelada-NM2)
- 2022 - (11-NM2)

## Palmarés
- Campeón NM3 - 1991

## Jugadores Históricos
- Marc M'Bahia
- Bruno Baptifoy
- Christophe Chevarin
- Fabrice Danthez